# East Sandwich (Massachusetts)
East Sandwich é um lugar designado pelo censo localizado no condado de Barnstable no estado estadounidense de Massachusetts. No Censo de 2010 tinha uma população de 3.940 habitantes e uma densidade populacional de 201,06 pessoas por km².

## Geografia
East Sandwich encontra-se localizado nas coordenadas 41° 44′ 03″ N, 70° 25′ 51″ O. Segundo a Departamento do Censo dos Estados Unidos, East Sandwich tem uma superfície total de 19.6 km², da qual 19.27 km² correspondem a terra firme e (1.68%) 0.33 km² é água.

## Demografia
Segundo o censo de 2010, tinha 3.940 pessoas residindo em East Sandwich. A densidade populacional era de 201,06 hab./km². Dos 3.940 habitantes, East Sandwich estava composto pelo 97.94% brancos, o 0.23% eram afroamericanos, o 0.1% eram amerindios, o 0.69% eram asiáticos, o 0% eram insulares do Pacífico, o 0.13% eram de outras raças e o 0.91% pertenciam a duas ou mais raças. Do total da população o 1.09% eram hispanos ou latinos de qualquer raça.